# جلكى زائدية
جلكى زائدية (الاسم العلمي:Lampetra appendix) هي نوع من الحيوانات المائية يتبع جنس جلكى لاحسة الحجر من فصيلة الجلكية.